# Château de Charuel
Pour les articles homonymes, voir Charuel.
Le château de Charuel ou de Charruel est une ancienne forteresse des ducs de Normandie, du XIe siècle, dont les vestiges se dressent sur le territoire de la commune française de Sacey, dans le département de la Manche, en région Normandie.

## Localisation
Les vestiges du château sont situés sur une crête dominant la rivière, à l'ouest du bourg de Sacey, dans le département français de la Manche. C'était une place forte normande sur la marche de Bretagne.

## Historique
Le château de Charuel est élevé par le duc de Normandie Robert le Magnifique, face au château d'Antrain en territoire breton. Le duc Robert de Normandie, pour garantir cette frontière, construisit une ligne de défense sur le Couesnon avec les forteresses de Charruel en Sacey, Pontorson et Montaigu-en-Argouges. Le capitaine de la place est à cette époque un certain, Auvray le Géant.
Lors de la guerre de Cent Ans, le roi d'Angleterre Henri V confisqua la terre et la seigneurie de Charuel alors possession de Robert Le Charpentier († 1457 et inhumé dans l'église de Sacey) qui s'enferma au Mont tandis que sa femme, Olive de Coëtivy, se retira en Bretagne. Une tradition rapporte que les trois filles de Le Charpentier, cité parmi les défenseurs du Mont-Saint-Michel en 1434, épousèrent chacune, un fils de chevaliers, défenseurs du Mont.

## Description
De l'ancienne maison forte il ne subsiste que les restes de l'enceinte quadrangulaire.